# ロヴァニエミ
ロヴァニエミ (Rovaniemi [ˈroʋɑˌnie̯mi] ( 音声ファイル)) は、フィンランド北部のラッピ県にある都市。

## 概要
旧ラッピ州の州都であり、現在のラッピ県の県庁所在地である。ラッピ県の経済の中心でもある。ロヴァニエミ郡に属する。ケミ川が流れ、北極圏のすぐ近くに位置している。2006年1月に周辺の町を合併し、面積8,017 km²（兵庫県とほぼ同じ）の広大な市となった。人口約6.4万人。

## 歴史
石器時代より人類の定住があった。最初の住民はサーミ人であったと思われる。
紀元前750年～紀元前530年に焼畑農業が行われた形跡がある。
500年頃から東のカレリアより、南のハメより、北の大西洋沿岸より、人々が移住したとこの地域の人工遺物によって示されている。
1453年、公の文章に名前が記され始める。その当時は、主に農業と畜産業、他に漁業と狩りなどを営む住民が住む小さな村であった。
1800年代以降、未開のラップランド地方の金鉱山の資源採掘が熱を帯びるに連れ人口が増加。鉱山の採掘量が増えると共に、ロヴァニエミはラップランドの中心となっていく。
1944年、フィンランドはソビエト連邦とモスクワ休戦協定を結ぶ。その結果かつての同盟国であるドイツとラップランド戦争が起きる。ドイツ軍は焦土作戦を採用した。ドイツのロタール・レンデュリック将軍はロヴァニエミの公共施設だけ破壊するよう命令したが、後に病院と一部の家を除く全てがドイツ軍によって破壊された。ロヴァニエミ駅も弾薬を積んだ列車と共に爆発し、ガラスの破片で多くのドイツ兵が負傷した。この爆発はフィンランド奇襲隊が起こしたが、結果的に町を衰退させることになった。この戦争でロヴァニエミの90%の建物が破壊された。
復興は1946年に始まり、市街の公的・私的建造物の多くをフィンランドの世界的な建築家アルヴァ・アールトが設計した。
なお、小惑星(1518)のロヴァニエミは、この都市にちなんで命名された。
ロヴァニエミから19kmの場所に、ラップランド戦争で戦死したドイツ兵の墓が有る。

## 文化
1979年創立のラップランド大学がある。町の中心から8キロ北に行くと、サンタクロースの住む「サンタクロース村」がある。ロヴァニエミ市バスの8番線でサンタクロースの村に行ける。
またロヴァニエミのマクドナルドは世界最北端の店舗である。

### 建築
- ロヴァニエミ市立図書館[2]
- 木こりのろうそく橋

## スポーツ
ロヴァニエミを本拠地とするサッカークラブチームにRoPsが存在し、2020年シーズンはヴェイッカウスリーガ（1部相当）に所属している。

## 姉妹都市
| - アイカ、ハンガリー - アランヤ、トルコ - キャデラック、アメリカ合衆国 - ドルヴァル、ボスニア・ヘルツェゴビナ - フレゼリクスハウン、デンマーク - グリンダヴィーク、アイスランド - ハルビン市、中国 - ザンクト・ヨハン・イン・ティロル、オーストリア |  | - カッセル、ドイツ - キルナ、スウェーデン - ムルマンスク、ロシア - ナルヴィク、ノルウェー - ノイシュトレーリッツ、ドイツ - オルシュティン、ポーランド - ラブスカ・ズドルイ、ポーランド - ヴェスプレーム、ハンガリー |

## 出身人物
- アンティ・アウティ：（1985年-）スノーボード選手
- ハッリ・オッリ：（1985年-）スキージャンプ選手
- タウノ・ケユヒケ：（1950年-）スキージャンプ選手
- アンティ・トゥイスク：（1984年-）歌手
- ユーコ・トルマネン：（1954年-）スキージャンプ選手
- タピオ・ヌルメラ：（1975年-）ノルディック複合選手
- アンティ・ヒュベリネン：（1932年-2000年）スキージャンプ選手
- エンシオ・ヒッティア：（1938年-）ノルディック複合、スキージャンプ選手
- マルッティ・フータラ：（1918年-2005年）ノルディック複合、クロスカントリースキー選手
- ハンヌ・マンニネン：（1978年-）ノルディック複合選手
- Mr.ローディ（Tomi Putaansuu）　-　（1974年-）ローディ (バンド)のヴォーカル
- オッリ・ムオトカ：（1988年-）ノルディック複合、スキージャンプ選手
- ピルヨ・ムラネン：（1981年-）クロスカントリースキー選手
- カリ・ユリアンティラ：（1953年-）スキージャンプ選手、指導者、元日本代表コーチ
- ユッカ・ユリプリ：（1963年-）ノルディック複合選手
- トゥオモ・ユリプリ：（1965年-）スキージャンプ選手
- ライモ・ユリプリ：（1970年-）スキージャンプ選手